# Mánas (přítok Brahmaputry)
Mánas (anglicky Manas River) je řeka v severovýchodní Indii (stát Asam) a v Bhútánu s prameny v Tibetské autonomní oblasti v ČLR. Je přibližně 400 km dlouhá.

## Průběh toku
Pramení v Himálaji a protíná je příčným údolím. Poté vtéká do náplavové nížiny. V ní teče v široké dolině členitým korytem. Je to pravý přítok řeky Brahmaputra.

## Vodní stav
Vysoký vodní stav je v létě v důsledku tání sněhu a ledovců a také monzunových dešťů. Často dochází k povodním.

## Využití
Využívá se na zavlažování.